# Мратинци
Мратѝнци (Мратиньок) е обичай в българския народен календар, практикуван с цел предпазване от предполагаемите вредни влияния от демонично същество, наричано мратиня̀к (мрата̀), изобразявано като огромна черна кокошка и - според поверията, отнасящи се до него - причиняващо болести по кокошките и домашните птици. Известен е главно в Северна и Западна България и се чества на 14 ноември (в православния календар това е денят на апостол Филип, свързван традиционно с началото на Коледните пости и с края на сватбения сезон). На някои места в Западна България с Мратинци се обозначава периодът 11 – 16 (21) ноември, явяващ се местен вариант на Вълчите празници. Мратинските нощи са считани за по-опасни дори и от Мръсните дни (и нощи) - време, в което, в старинните представи, вилнеят най-опасните и болестотворни зли сили (в действителност болестите се причиняват основно от различни вируси, паразити и микроби).

## Обред
Ритуалът се изпълнява от жени. За да умилостивят мратиняка, на този ден колят пиле (обикновено - петле, т.е. мъжко дете на кокошка), за предпочитане - черно. Много рано сутринта стопанката (обикновено най-възрастната жена вкъщи) отива в курника, улавя нареченото за жертва пиле и го занася при къщния праг (постамент в основата на вратата). Там една от по-младите жени излиза отвън, за да ѝ помогне в заколването на птицата. Възрастната остава в къщата и двете държат пилето през прага така, че главата му да е вътре, а тялото извън къщата. Когато възрастната опре ножа до врата на пилето, по-младата пита: „Какво колиш?“, на което по-възрастната отговаря: „Коля мратиняк.“ и заколва пилето, отправяйки му следната реплика: „Не те колим ние, но те коли мратиняк.“
Пилето се сготвя и изяжда, а перушината се запазва и при случай перата се горят за лекуване (чрез прекадяване с дим) на разни болести. Пациентите са болни от родилна треска жени (лехуси) и деца, болни от треска, главоболие, кръвотечение от носа. Запазват се и главата и краката на пилето, които се завързват с червен конец и се окачат при огнището или над вратата - като апотропей. Някъде (Ломско) пазят и стомаха на пилето, с който лекуват нощно напикаване при децата.
В Ботевградско пилето се коли в къщата зад вратата, къде сяда полазникът (първият влязъл - човек или добитък, по качествата на който се гадае за бъдещето на дома) на Игнажден. Като инструмент се използват крояческите ножици, които след това се връзват здраво и стоят така до 21 ноември (Въведение Богородично) - в ритуалите на Вълчите празници, това се прави за предпазване от нападения от вълци.